# Stegea minutalis
Stegea minutalis is een vlinder uit de familie van de grasmotten (Crambidae). De wetenschappelijke naam van de soort is voor het eerst gepubliceerd in 1928 door Walter.
De spanwijdte bedraagt 12 millimeter.
De soort komt voor in de Verenigde Staten (Arizona en Texas).